# Jun Chen
| 79360 Sila-Nunam | 3 febbraio 1997 |

Jun Chen, in cinese 陳俊, (...), è un'astronoma statunitense di origine cinese.
Dopo aver ottenuto nel 1990 il baccellierato all'Università di Pechino, ha ottenuto il dottorato in astronomia all'Università delle Hawaii nel 1997.
Il Minor Planet Center le accredita la scoperta di dieci asteroidi, effettuate tra il 1994 e il 1997, in collaborazione con David Jewitt, Jane X. Luu, Chad Trujillo.